# Unione Sportiva Sottomarina 1970-1971
Questa voce raccoglie le informazioni riguardanti l'Unione Sportiva Sottomarina nelle competizioni ufficiali della stagione 1970-1971.

## Rosa
| N. |                   | Ruolo | Calciatore         |
| -- | ----------------- | ----- | ------------------ |
|    | Italia (bandiera) | C     | Angelo Boscolo     |
|    | Italia (bandiera) | P     | Giovanni Bubacco   |
|    | Italia (bandiera) |       | Buoso              |
|    | Italia (bandiera) | C     | Angelo Buttini     |
|    | Italia (bandiera) | C     | Giovanni Cattai    |
|    | Italia (bandiera) | C     | Franco Cerilli     |
|    | Italia (bandiera) | D     | Roberto Drigo      |
|    | Italia (bandiera) | C     | Lucio Fasolato     |
|    | Italia (bandiera) | C     | Giorgio Fasoli     |
|    | Italia (bandiera) | A     | Giovanni Fumagalli |
|    | Italia (bandiera) | D     | Lucillo Gallio     |

| N. |                   | Ruolo | Calciatore         |
| -- | ----------------- | ----- | ------------------ |
|    | Italia (bandiera) | A     | Gastone Gurian     |
|    | Italia (bandiera) |       | Pannocchia         |
|    | Italia (bandiera) |       | Pianca             |
|    | Italia (bandiera) | D     | Mario Primon       |
|    | Italia (bandiera) |       | Quintavalle        |
|    | Italia (bandiera) | C     | Antonio Rinaldi    |
|    | Italia (bandiera) | A     | Gianluigi Rizzi    |
|    | Italia (bandiera) |       | Sambo              |
|    | Italia (bandiera) | D     | Giampietro Schiavo |
|    | Italia (bandiera) | C     | Antonio Visentin   |